# Entidades DMT
Las entidades DMT hacen referencia a las alucinaciones sobre supuestos encuentros que tiene una persona con una «entidad consciente» durante una visión en una experiencia psicodélica generada por fumar o vapear N,N-dimetiltriptamina (DMT), un enteógeno que se encuentra en la naturaleza y farmacológicamente pertenece a la familia de las triptaminas.
Las entidades DMT han sido descritas como inteligencias incorpóreas, alienígenas, presencias y guías, entre otras denominaciones. Para las personas que experimentan estos supuestos encuentros con estas entidades son como experiencias verdaderas o reales en lugar de alucinaciones que posteriormente han generado cambios en sus creencias.  Se han reportado encuentros con entidades durante las visiones en experiencias con la bebida psicotrópica ayahuasca.

## Estudios
En un análisis sistemático de entrevistas con experimentadores de DMT, un tema que surgió fue la tendencia de las entidades a impartir información perspicaz sobre sí mismas y el universo en el que estaban habitadas, muy similar al papel performativo positivo que desempeñan los seres aparentemente conscientes que se encuentran en las experiencia cercana a la muerte (ECM), típicamente identificados como personas fallecidas.
En una investigación en Baltimore de 2020 por encuesta —anónima y a través de internet— financiada por Instituto Nacional sobre el Abuso de Drogas y el Instituto de Investigación Heffter, y llevada a cabo en el Centro de Investigación Psicodélica y de la Conciencia de la Universidad Johns Hopkins, se analizó una muestra de cuestionarios de 2561 personas. La edad promedio de los encuestados fue de 33 años y el 77 % fueron hombres. De acuerdo al estudio, se estableció que «la mayoría de los encuestados indicaron que la entidad tenía los atributos de ser consciente, inteligente y benevolente, existía en alguna dimensión real pero diferente de la realidad, y continuó existiendo después del encuentro». El estudio concluyó que:

las experiencias de encuentros con entidades ocasionadas por N,N-dimetiltriptamina tienen muchas similitudes con las experiencias de encuentros con entidades no farmacológicas tales como los descritos en contextos religiosos, de abducción extraterrestre y cercanos a la muerte. Los aspectos de la experiencia y su interpretación produjeron profundos y cambios ontológicos perdurables en la cosmovisión.
Survey of entity encounter experiences occasioned by inhaled N,N-dimethyltryptamine:
 Phenomenology, interpretation, and enduring effects. Davis et al., 2020